# Anton Corvinus
Anton Corvinus, né le 27 février 1501 ou le 11 avril 1501 à Warburg dans la principauté épiscopale de Paderborn et décédé le 5 avril 1553 à Hanovre, est un  théologien, réformateur luthérien actif en Basse-Saxe et le surintendant de l’église dans la principauté de Calengerg-Göttingen.

## Biographie
Anton Corvinus est sans doute le fils illégitime de Lippold Rabe von Canstein, burgrave de Warburg, et de N… Bierhahn (dont le nom est latinisé en Cythogallus dans les actes). Il se nomme lui-même Antonius Rabe (« corbeau » en allemand, latinisé en Corvus ou Corvinus) ou Anton Räbener, mais aussi jusqu’en 1536, Antonius Zythogallus, Antonius Bierhahn ou Antonius Broihan.
De plusieurs sources, on sait qu’Anton Corvinus se trouve en 1519 soit au couvent cistercien de Loccum, soit à celui de Riddagshausen (situé sur le territoire actuel de la ville de Brunswick). Il quitte son couvent en 1523 après avoir adopté les idées de Luther. Il étudie alors à Wittemberg avec Martin Luther et Philippe Mélanchton puis devient pasteur à Goslar en 1528 et à Witzenhausen en 1529. Il rédige en 1540 la première discipline ecclésiastique luthérienne pour l’église de Calenberg et devient le conseiller de l’un des principaux chefs protestants de la ligue de Smalkalde Philippe Ier de Hesse et ensuite de duchesse Élisabeth de Brandebourg (1510-1558, régnante de 1540 à 1546). 

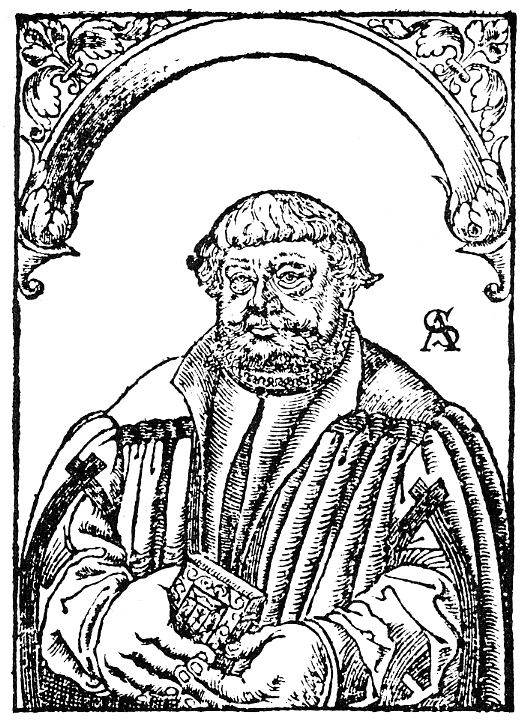
Anton Corvinus (gravure sur bois de 1546).

Sous la protection de cette dernière, Anton Corvinus établit la Réforme à Northeim, Hildesheim (en 1541 avec Johannes Bugenhagen) et à Calenberg. En 1542, il devint pasteur de Pattensen (capitale de la principauté) et surintendant de l’Église de la Principauté de Calenberg. 
Le fils et successeur de la duchesse Élisabeth, Éric II, s’étant converti au catholicisme dans le but d’obtenir des faveurs de l’empereur Charles Quint, accepte l’Intérim d'Augsbourg en 1548. Anton Corvinus et l’autre prédicateur de la capitale Walter Hoiker, ainsi que 140 pasteurs qui ont protesté contre cette décision du prince, sont arrêtés le 2 novembre 1549 et enfermés au château de Calenberg afin de les amener à accepter le décret impérial. Pendant leur détention, les pasteurs ont le droit de recevoir et d’envoyer du courrier et ils sont relativement bien traités, mais c’est seulement après la paix de Passau (1552), qui annule l’interim d’Augsbourg, que les détenus sont libérés, le 21 octobre 1552. 
Anton Corvinus devient finalement pasteur de l’église Saint-Égide (Aegidienkirche (de)) à Hanovre. Il meurt le 5 avril 1553 à Hanovre âgé de 52 ans et y est enterré à l’Église Saint-Georges Il était le père de deux fils et de trois filles.

## Hommages
Le lycée de Northeim et de nombreuses églises portent le nom d’Anton Corvinus. 